# Зирка (Донецкая область)
Зи́рка (укр. Зірка, до 2016 года — Черво́ная Зи́рка) — село на Украине, находится в Великоновосёлковском районе Донецкой области, в устье реки Мокрые Ялы.
Код КОАТУУ — 1421282407. Население по переписи 2001 года составляет 154 человека. Почтовый индекс — 85520. Телефонный код — 6243.

## История
В 1928 году коммунисты и комсомольцы из близлежащего села Комар создали молодёжную коммуну «Червона зірка» на территории нынешнего села. Вероятно, так и образовалось село Червоная Зирка.
Донецкой ОВА 27 марта 2025 года объявлена обязательная эвакуация села из-за ситуации с безопасностью.
27 июня 2025 года, в ходе боёв на новопавловском направлении, село было захвачено ВС РФ.

## Адрес местного совета
85520, Донецкая область, Великоновосёлковский район, с. Комар, ул. Егорова, 19; тел. 97-6-75.